# Dzierbiłowo
Dzierbiłowo – dawny folwark. Tereny, na których leżał, znajdują się obecnie na Białorusi, w obwodzie witebskim, w rejonie miorskim, w sielsowiecie Mikołajewo.

## Historia
W czasach zaborów w powiecie dzisieńskim, w guberni wileńskiej Imperium Rosyjskiego.
W latach 1921–1945 folwark leżał w Polsce, w województwie wileńskim, w powiecie dziśnieńskim, w gminie Stefanpol, a od 1926 roku w gminie Mikołajów.
Według Powszechnego Spisu Ludności z 1921 roku zamieszkiwało tu 6 osób, 1 była wyznania rzymskokatolickiego a 5 prawosławnego. Jednocześnie 1 mieszkaniec zadeklarował polską a 5 białoruską przynależność narodową. Były tu 2 budynki mieszkalne. W 1931 w 3 domach zamieszkiwało 16 osób.
Wierni należeli do parafii prawosławnej w Dziśnie i rzymskokatolickiej w Mikołajowie Dziśnieńskim. Miejscowość podlegała pod Sąd Grodzki w Dziśnie i Okręgowy w Wilnie; właściwy urząd pocztowy mieścił się w Dziśnie.